# Alfred Jodl
Pour les articles homonymes, voir Jodl.
Alfred Jodl, né le 10 mai 1890 à Wurtzbourg (Empire Allemand) et mort exécuté le 16 octobre 1946 à Nuremberg en Allemagne, est un Generaloberst de la Wehrmacht.
Il a fait fonction de Chef des Wehrmachtführungsstabes im Oberkommando der Wehrmacht en français : « chef de l'état-major de la conduite des opérations militaires au Haut Commandement de la Wehrmacht », l’OKW, pendant la totalité de la durée de la Seconde Guerre mondiale (de septembre 1939 à mai 1945) ; à ce titre, en tant que second du Generalfeldmarschall Keitel, il a pris une part importante dans la planification des opérations militaires allemandes.
Il est le premier haut responsable militaire allemand à signer l’acte de capitulation inconditionnelle du Troisième Reich, le 7 mai 1945 à Reims, lors de la première reddition officielle de l’Allemagne nazie, suivie d’une seconde signature exigée par l'Union soviétique le 8 mai à Berlin.
Jodl a fait partie des vingt-quatre accusés devant le tribunal militaire international de Nuremberg ; jugé coupable des quatre chefs d'accusation le 1er octobre 1946, il est exécuté par pendaison deux semaines plus tard.

## Biographie

### Origines et jeunesse
Alfred Jodl, né Baumgärtler, est le fils de Johannes Jodl, capitaine d'artillerie bavarois et de Therese Baumgärtler, non mariés au moment de sa naissance. Son père descend d'une famille bavaroise de militaires, d'origine tyrolienne, sa mère est fille de paysans. En raison de la différence de classes sociales, les parents d'Alfred Jodl ne se marient qu'en 1899, après que Johannes Jodl a quitté l'armée. Ce n'est qu'à partir de ce moment qu'Alfred Jodl porte le nom de son père. Il grandit avec son frère cadet Ferdinand Jodl. Il a également trois sœurs qui meurent en bas âge.
Alfred Jodl est d’abord scolarisé à Landau et Munich. Il poursuit ensuite ses études au Theresien-Gymnasium München  jusqu'à l'âge de 13 ans, puis s'engage, en 1903, dans le corps des cadets bavarois. Il n'obtient son Abitur qu'en 1910 à l'âge de 20 ans à cause de ses résultats inégaux ; par la suite, il fait partie des meilleurs éléments de sa promotion.
En juillet de la même année, Jodl intègre le 4e régiment d'artillerie de campagne (de) d'Augsbourg en tant qu'aspirant. De 1911 à 1912, il est envoyé à l'École militaire de Bavière à Munich ; après son retour au 4e régiment d'artillerie de ligne, il est nommé sous-lieutenant (Leutnant) le 28 octobre 1912.

### Vie privée
En septembre 1913, Jodl épouse Irma Gräfin von Bullion avec qui il reste marié jusqu'à la mort de celle-ci, le 18 avril 1944, à Königsberg. Le couple n'a pas d'enfant. Veuf, Jodl se remarie le 7 mars 1945 avec Luise Katharina von Benda (1905-1998), une amie de sa première femme et ancienne secrétaire au sein de l'OKH. Ce mariage reste également sans enfant.

### Première Guerre mondiale
Au début de la Première Guerre mondiale, Jodl prend part avec son unité à la bataille de Sarrebourg du 20 août 1914 et est blessé à la cuisse le 24 août ; sa blessure lui vaut la croix de fer de 2e classe. Ce n'est qu'en mars 1915 qu'il peut reprendre le combat. En 1916, Jodl est promu lieutenant (Oberleutnant) et, à la fin de l'année, est envoyé sur le front de l'Est où il est commandant de batterie au 72e régiment royal hongrois de canons de ligne en 1917. Au début de l'année 1918, il est renvoyé sur le front de l'Ouest en tant qu'officier d'état-major. Il se voit décerner le 3 mai la croix de fer de 1re classe.

### Entre-deux-guerres

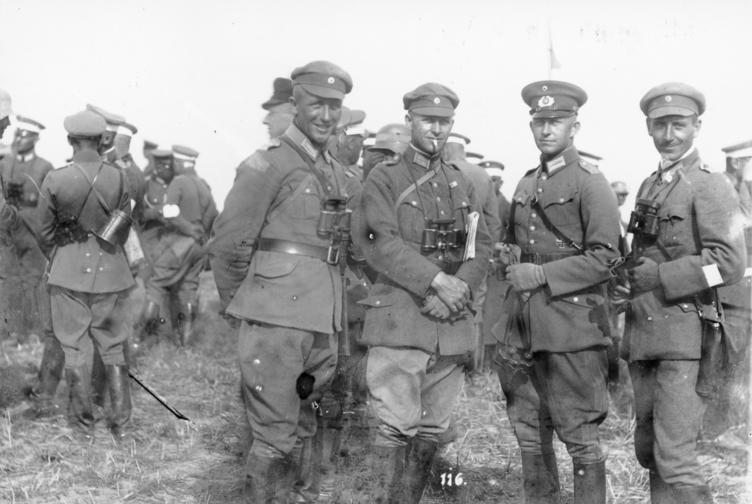
Jodl (le deuxième en partant de la droite) lors d'une manœuvre de la 7e division de la Reichswehr (1926).

Après l'armistice du 11 novembre 1918, Jodl reste dans l'armée et, en juin 1919, est nommé chef de batterie au 22e régiment léger d'artillerie. Le 1er octobre 1919, il est incorporé dans la Reichswehr et envoyé au 21e régiment d'artillerie basé à Landsberg am Lech. En juillet 1921, Jodl est promu Rittmeister et participe alors au Führergehilfenlehrgang I à Munich. Il fait partie des dix meilleurs de sa promotion et devient chef de batterie au 21e régiment d'artillerie.
Le 1er octobre 1923, il participe de nouveau au Führergehilfenlehrgang II à Berlin. Il y fait la connaissance d'Adolf Hitler. La même année, il est promu capitaine. En mai 1924, Jodl est envoyé au ministère de l'Armée à Berlin et en octobre, il devient officier d'état-major à la 7e division de Munich où il commande jusqu'en 1927.
Au 1er octobre 1927, il devient chef de la 5e batterie du 7e régiment d'artillerie. De 1928 à 1932, il est professeur de tactique et d'histoire militaire. Le 1er février 1932, il est promu Major et le 1er juin 1932, il est chef de groupe dans la section d'opération au sein du bureau des troupes (Truppenamt) du ministère de l'Armée. Le 20 juin 1935, Jodl devient chef de la section de défense du territoire du Wehrmachtführungsamt (de) (WFA) et le 1er août 1935, il est promu colonel.
En février 1938, à la suite de l'affaire Blomberg-Fritsch, une nouvelle structure de commandement de la Wehrmacht est mise en place : l'Oberkommando der Wehrmacht (OKW) est créé. On y retrouve des nationaux-socialistes auxquels le régime peut faire confiance. Le WFA avec Jodl à sa tête intègre alors l'OKW et est directement subordonné à son chef, Wilhelm Keitel. Conformément aux règles de gestion de carrière, Jodl change de poste le 1er octobre 1938 pour devenir commandant d'artillerie à la 44e division. C'est Walter Warlimont, ancien adjoint de Jodl, qui reprend le poste de Jodl.
Après six mois dans le service des troupes, Jodl est nommé Generalmajor le 1er avril 1939. Il était prévu qu'il reprenne en octobre de la même année le commandement de la 4e division de montagne mais, en raison de la mobilisation du 30 août 1939, il est rappelé à son ancien poste de chef du Wehrmachtführungsamt (qui devient en 1940 le Wehrmachtführungsstab (de)).

### Seconde Guerre mondiale

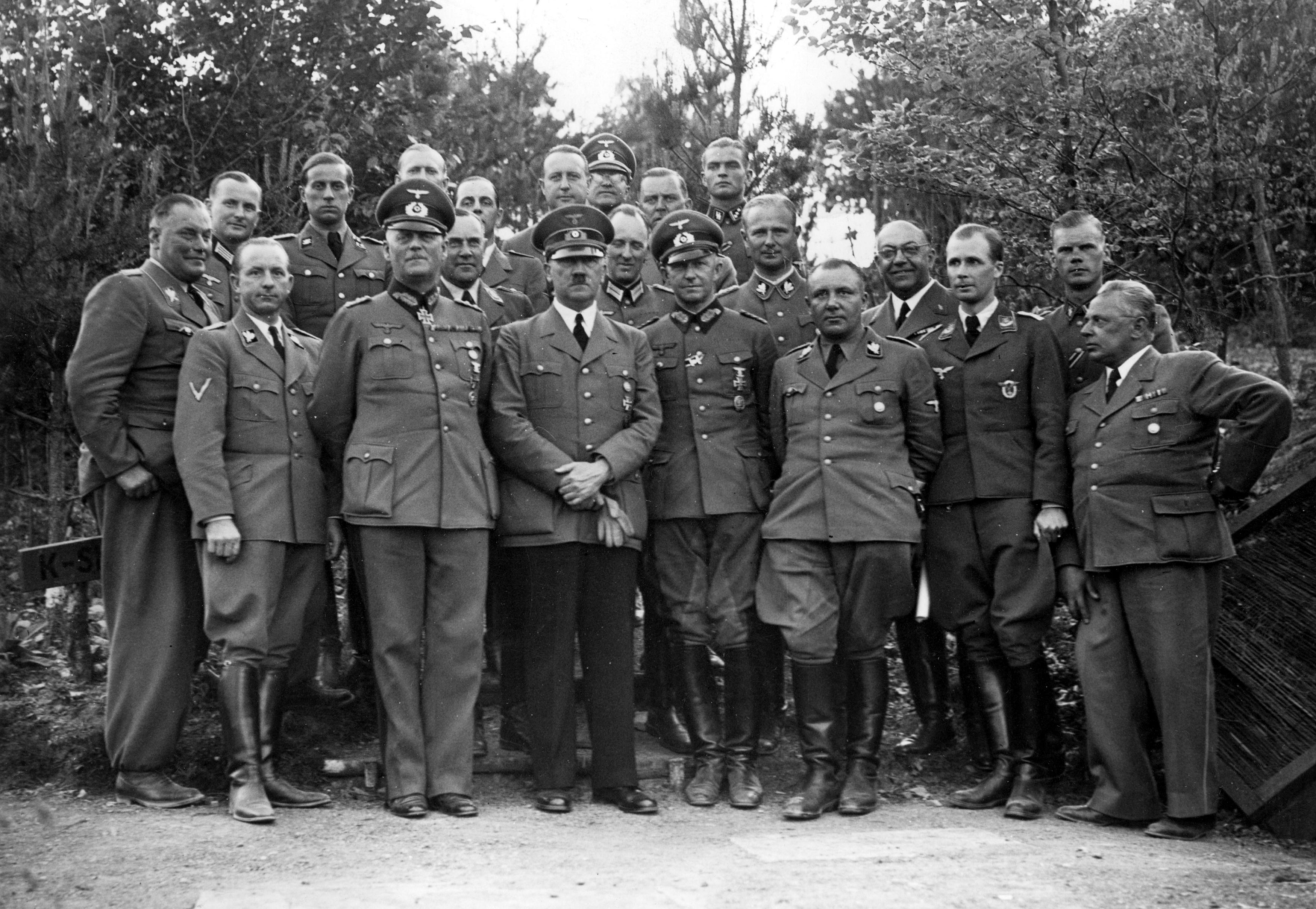
Au quartier général de Prusse-Orientale (à la Wolfsschanze), Hitler est entouré de Keitel (sur la photo à gauche) et Jodl (à droite).

Ce n'est qu'après le début de la campagne de Pologne, le 3 septembre 1939, que Jodl rencontre pour la première fois personnellement Adolf Hitler lors d'un trajet sur le front. Alors que la guerre contre la Pologne avait été planifiée par l'Oberkommando des Heeres (OKH, le haut commandement de l'Armée de terre), l'attaque du Danemark et de la Norvège (opération Weserübung) est quant à elle planifiée sur l'ordre de Hitler par ses soins. Plus tard, toutes les opérations à l'Ouest et au Nord de l'Afrique sont guidées par l'OKW, seul le front de l'Est reste sous le contrôle de l'OKH.

#### La compétence dans la préparation et l'exécution de la guerre à l'Est
Avec la vague de promotions qui a suivi la victoire sur la France, Jodl est promu le 19 juillet 1940 General der Artillerie. Il saute alors le rang de Generalleutnant. Répondant aux injonctions de Hitler, il planifie une campagne contre l'Union soviétique ; la directive no 21 du 18 décembre 1940, connue sous le nom d'opération Barbarossa, qui prévoit l'attaque de l'URSS, est préparée par Jodl et ses collaborateurs au sein de l'état-major de la Wehrmacht sur ordre de Hitler en personne. Dans cette directive, il définit les orientations stratégiques de la campagne à venir. Il préconise une attaque surprise contre les troupes soviétiques, la conquête rapide de la Russie européenne, l'établissement d'un front à proximité d'une ligne reliant la Volga à Arkhangelsk, à la fois pour sécuriser le Reich et pour pouvoir mener des campagnes de bombardement stratégique au-dessus de l'Oural. Dans ces instructions, Jodl insiste également sur les contraintes économiques de la campagne : il propose de sécuriser la Baltique (la route du fer) au Nord et de contrôler le riche bassin industriel du Donetz le plus rapidement possible.
En mars 1941, Jodl indique aux Einsatzgruppen de rendre « inoffensifs » les commissaires soviétiques et les « chefs bolchéviques » sur le théâtre d'opérations, sans manifester aucune hésitation (le Kommissarbefehl). Par la suite, sur le front de l'Est, les Einsatzgruppen se montreront coupables de crimes de guerre et de crimes contre l'humanité d'une grande ampleur.
Au milieu de l'été 1941, il se montre partisan d'une action rapide devant aboutir à la prise de Moscou, à la fois contre Hitler, qui défend la nécessité de la conquête prioritaire de Léningrad et de l'Ukraine et contre Franz Halder, partisan de grandes opérations de conquête en Ukraine et dans le Caucase.
En 1942, Jodl ayant appuyé Halder lorsqu'il s'est opposé à l'opération Fall Blau, Hitler prévoit de le remplacer par le général Friedrich Paulus. Il lui est reproché d'avoir protégé les responsables du groupe d'armées du Caucase contre Hitler, en affirmant qu'ils avaient suivi les ordres du Führer. Durant la crise de septembre 1942, qui a pour objet la gestion des opérations dans le Caucase, Jodl affronte une nouvelle fois Hitler, et y perd le poste de conseiller pour la conduite de l'ensemble des opérations. Après la débâcle de Stalingrad, le projet de remplacer Jodl est abandonné.

#### Crimes contre l'humanité
Dans la phase de préparation de la guerre à l'Est, il est également informé par des confidences de Hitler de ses projets en Russie, confidences qu'il transforme en directives. Ainsi, au mois de juin 1941, lors des préparatifs de l’opération Barbarossa, Alfred Jodl signe le 6 le fameux « ordre des commissaires », qui ordonne l'exécution des commissaires politiques, fonctionnaires du PCUS en poste dans les unités combattantes soviétiques.
Jodl porte également une responsabilité dans la déportation des Juifs d'Europe vers les camps de la mort. À l'automne 1943, sur une note du commandant de la Wehrmacht au Danemark, Hermann von Hanneken, qui ne voulait pas que l'état d'urgence soit utilisé comme prétexte à la déportation des Juifs, Jodl écrit « Bavardage. Ce sont des nécessités d'État. »

#### Jodl dans les deux dernières années du conflit
À la fin de l'année 1943, il annonce lucidement aux responsables du NSDAP que la situation militaire du Reich dépend en grande partie de la capacité de la Wehrmacht à contenir les futures incursions alliées à l'Ouest.
Le 30 janvier 1944, le jour du onzième anniversaire de l'arrivée au pouvoir de Hitler, Jodl est promu Generaloberst. Membre de l'état-major chargé de la conduite des opérations militaires à l'OKW, il place ses espoirs de victoire dans les armes miracles, définissant dans une allocution à ses proches collaborateurs les objectifs militaires du Reich à court terme : dans l'attente de ces nouvelles armes, il propose une stratégie destinée à permettre au Reich de résister sur place aux incursions alliées.
Lors de l'attentat contre Hitler le 20 juillet 1944, Jodl est légèrement blessé, mais profondément choqué : à ses yeux, les auteurs de l'attentat sont des traîtres, responsables de la « journée la plus noire de l'histoire allemande ». Le jour même, il se prononce pour des représailles impitoyables, garantes d'un retour à l'unité dans le commandement du Reich. Il est conscient de la situation militaire du Reich au début de l'été 1944, mais, farouche opposant à une paix qui ne serait pas une paix de victoire, il se montre joyeux lorsqu'il rappelle les exigences alliées de capitulation sans condition. Plus tardivement dans le conflit, en mars 1945, il multiplie les ordres du jour, les consignes aux commandants d'unités incitant à une résistance fanatique sur le front de l'Ouest, en vue de créer les conditions d'une scission dans la coalition alliée.
Dans la seconde moitié de l'année 1944, il joue un rôle essentiel dans la préparation stratégique de l'offensive des Ardennes, lui conférant la dimension d'une offensive de la dernière chance, destinée à chasser les Alliés des territoires du Reich qu'ils occupent depuis l'automne : il ne s'agit pas de vaincre définitivement les alliés occidentaux, mais, en remportant un succès de première importance, de les pousser à se retirer du conflit. Mais ses plans d'attaque sont remaniés par Hitler, qui souhaite non seulement rééditer la percée de 1940, mais aussi reprendre Anvers et son port. Si Jodl a émis des doutes sur les chances réelles de succès de cette offensive, dont les contours ont été redessinés par Hitler, il se garde bien, à l'image des commandants du front, de les exprimer, tout en préparant l'offensive en Alsace du mois de janvier. Dans le courant du mois de décembre, en tant que responsable de l'OKW, appuyant Hitler, il s'oppose aux demandes de transfert d'hommes et de matériel formulées le 24 décembre 1944 et le 9 janvier 1945 par Guderian, responsable du front de l'Est, qui présente à ces réunions des estimations faites par les responsables du renseignement militaire.

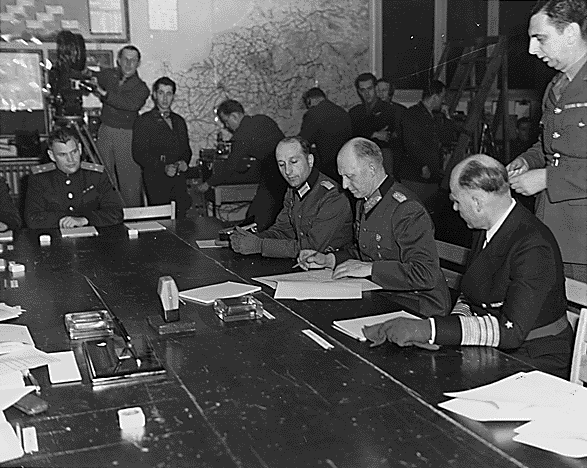
Jodl signant la capitulation de l'Allemagne à Reims, le 7 mai 1945.

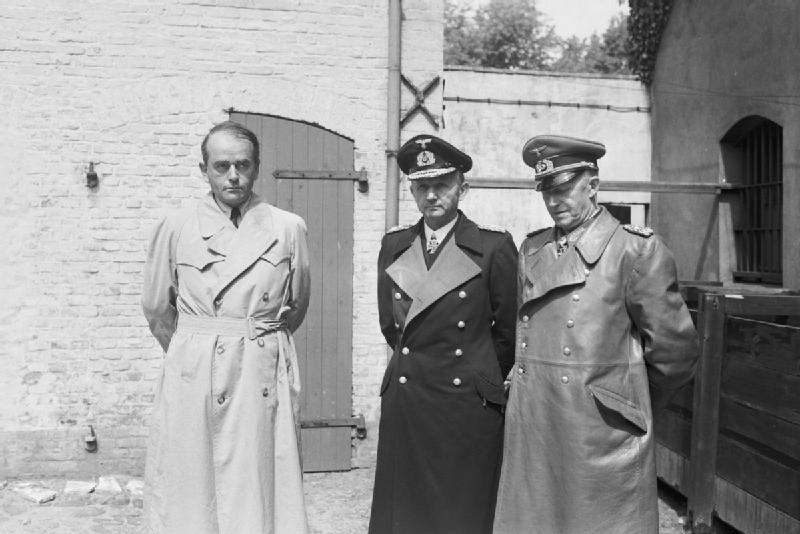
Le 23 mai 1945, arrestation de trois membres du gouvernement de Flensbourg (de dr. à g.) : Jodl ; le nouveau président du Reich Dönitz ; le ministre de l’Économie et de l'Armement Speer.

Au mois d'avril 1945, sous l'influence de Hitler, Jodl contribue à donner des ordres totalement irréalistes aux commandants des troupes en action, notamment à Gotthard Heinrici, le commandant du groupe d'armées Vistule, lui ordonnant de tenir le front de l'Oder et de lancer des offensives de dégagement de Berlin, investie par l'Armée rouge, le 28 avril 1945. Cependant, s'il reste sous l'influence de Hitler, il commence à masquer certains mouvements de troupes à ce dernier à partir du 25 avril.
Réfugié à Flensburg, il participe au gouvernement du même nom comme coresponsable des forces armées du Reich, négociant, à partir du 4 mai, la reddition partielle des unités engagées contre les Britanniques, puis dans les jours qui suivent, sous la responsabilité de Dönitz, nouveau président du Reich, il est l'un des principaux acteurs des pourparlers en vue de la négociation de la capitulation inconditionnelle du Reich : les échanges se prolongent autour du sort des soldats du Reich positionnés à l'est des lignes américaines.
Le 7 mai 1945, Jodl signe, à Reims, en tant que mandataire du nouveau chef de l'État Karl Dönitz la capitulation sans condition de la Wehrmacht, négociée par le gouvernement de Flensbourg (toute négociation était exclue, même par Jodl, tant que Hitler était vivant). Les termes de la capitulation, signée le 7 mai à 2 h du matin, ne devant entrer en vigueur que le 8 mai à 23 h 1, heure de Berlin, permettent aux responsables du gouvernement du Reich de tenter de transporter le maximum de troupes et de civils vers l'Ouest.

### Après-guerre

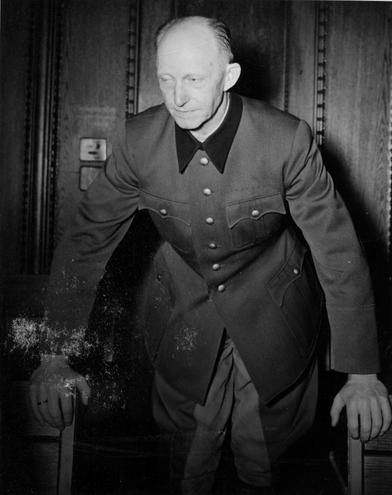
Jodl en tant qu'accusé à Nuremberg en 1946.

Ce n'est qu'après la capitulation que Jodl reçoit du Großadmiral Dönitz, le 10 mai 1945, la 865e feuille de chêne pour sa croix de chevalier de la croix de fer. Après l'arrestation du Generalfeldmarschall Keitel par les Alliés le 13 mai, Jodl se voit confier les dossiers de l’ancien chef de l'OKW. Néanmoins, le 23 mai, Jodl est également arrêté par les troupes britanniques avec les autres membres du gouvernement et fait prisonnier de guerre.
Lors du procès du tribunal international de Nuremberg, Jodl est visé par quatre chefs d'accusation : complot, crime de guerre, crime contre la paix et crime contre l'humanité. Il plaide non coupable et ajoute : « Pour ce que j’ai fait ou eu à faire, j’ai une conscience pure devant Dieu, devant l’Histoire et devant mon peuple ». Il est déclaré coupable au terme de près d'un an de procédure. Ce sont les professeurs Franz Exner et Hermann Jahrreiß (de) qui défendent Jodl. Ce dernier demande – tout comme Keitel – à être fusillé.
Le 16 octobre 1946, Jodl est cependant exécuté par pendaison. Son corps est incinéré sous le faux nom de « Archibold K. Struthers » et ses cendres dispersées vers minuit dans l'Isar.

### Tentative de réhabilitation posthume en Allemagne
Luise, sa seconde femme, tente d'obtenir sa pension de veuvage après Nuremberg ; à cette fin, elle saisit la Hauptspruchkammer de Bavière, tribunal chargé de la dénazification, en 1953. Celle-ci rend un jugement favorable, estimant que Jodl n'aurait pas dû être condamné à mort lors de son procès à Nuremberg, et permettant le recouvrement de la succession. L'accusation renonce alors à tout recours et le jugement est prononcé le 2 mars 1953.
Cependant, la décision du tribunal qui réhabilite Jodl va à l'encontre des conclusions du jugement de Nuremberg, et le haut-commissaire des forces d'occupation américaines s'appuie sur cette base pour faire casser le jugement. La veuve de Jodl argumente qu'elle n'a pas lancé la procédure pour en tirer un profit personnel et le représentant américain accepte que la succession soit débloquée et que la pension demandée soit versée, à la condition que le jugement de Nuremberg ne soit pas remis en cause. En application de cet accord, le ministre bavarois en charge révoque, le 3 septembre 1953, le jugement du 2 mars 1953.

### Controverses au sujet de la tombe familiale

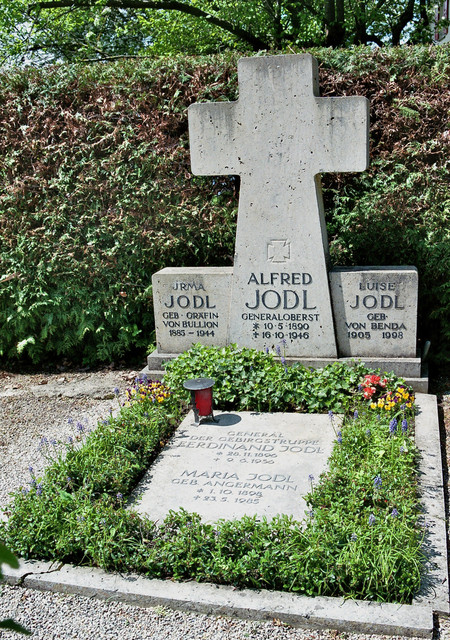
Tombe des deux épouses de Jodl (Irma et Luise), de son frère Ferdinand et de sa femme, Maria. La tombe servait aussi de mémorial pour Alfred Jodl.

Alors qu'une inscription sur la tombe en forme de grande croix de la famille Jodl, sur l'île Frauenchiemsee en Bavière rappelle la mémoire d'Alfred Jodl, le conseil municipal de Gstadt am Chiemsee a demandé à la famille le retrait des mentions le concernant, compte tenu de l'échéance de la concession funéraire en janvier 2018. Devant le refus de la famille d'obtempérer, un procès devant le tribunal administratif de Munich a été intenté.
Dans un jugement en date du 26 mars 2019, la municipalité a été contrainte d'autoriser la prolongation de la concession funéraire pour une durée de dix ans avec une option pour dix ans de plus, compte tenu que la tombe n'était « pas un mémorial, mais une tombe familiale avec une pierre tombale ordinaire, comme on en trouve dans de nombreux cimetières ».
Afin de préserver la paix du cimetière, le demandeur a cependant accepté de retirer la « pierre d'achoppement » source du litige, à savoir le nom et les données de la vie d'Alfred Jodl, et a ainsi « tout fait pour enlever toute apparence de mémorial ». Une dalle de pierre cache dorénavant le nom complet d'Alfred Jodl et son grade de Generaloberst.

## Décorations
Alfred Jodl a reçu les décorations suivantes :
- la croix de fer (1914) :
  - 1re classe (3 mai 1918),
  - 2e classe (20 novembre 1914) ;
- l'agrafe de la croix de fer :
  - 1re classe (23 décembre 1939),
  - 2e classe (30 septembre 1939) ;
- la croix d'honneur (1934) ;
- la médaille de l'Anschluss ;
- la médaille des Sudètes ;
- la croix de la Liberté de 1re classe avec glaives (25 mars 1942), ordre finlandais ;
- l'ordre de Michel le Brave, ordre roumain :
  - 2e classe (23 décembre 1943),
  - 3e classe (23 décembre 1943) ;
- l'insigne d'honneur en or du parti nazi  (30 janvier 1943)[40] ;
- l'insigne des blessés du 20 juillet 1944 : 
  - en noir ;
- la croix de chevalier de la croix de fer :
  - croix de chevalier de la croix de fer le 6 mai 1945,
  - avec feuilles de chêne le 10 mai 1945.

## Dans la fiction
- 1949 : La Chute de Berlin, film de Mikhaïl Tchiaoureli, joué par Vladimir Pokrovski.
- 1955 : La Fin d'Hitler, film de Georg Wilhelm Pabst, joué par Otto Schmöle.
- 1962 : Le Jour le plus long, joué par Wolfgang Lukschy
- 1966 : Paris brûle-t-il ?, film de René Clément, joué par Hannes Messemer
- 2004 : La Chute, film d'Oliver Hirschbiegel, joué par Christian Redl.